# John Gerard (Botaniker)

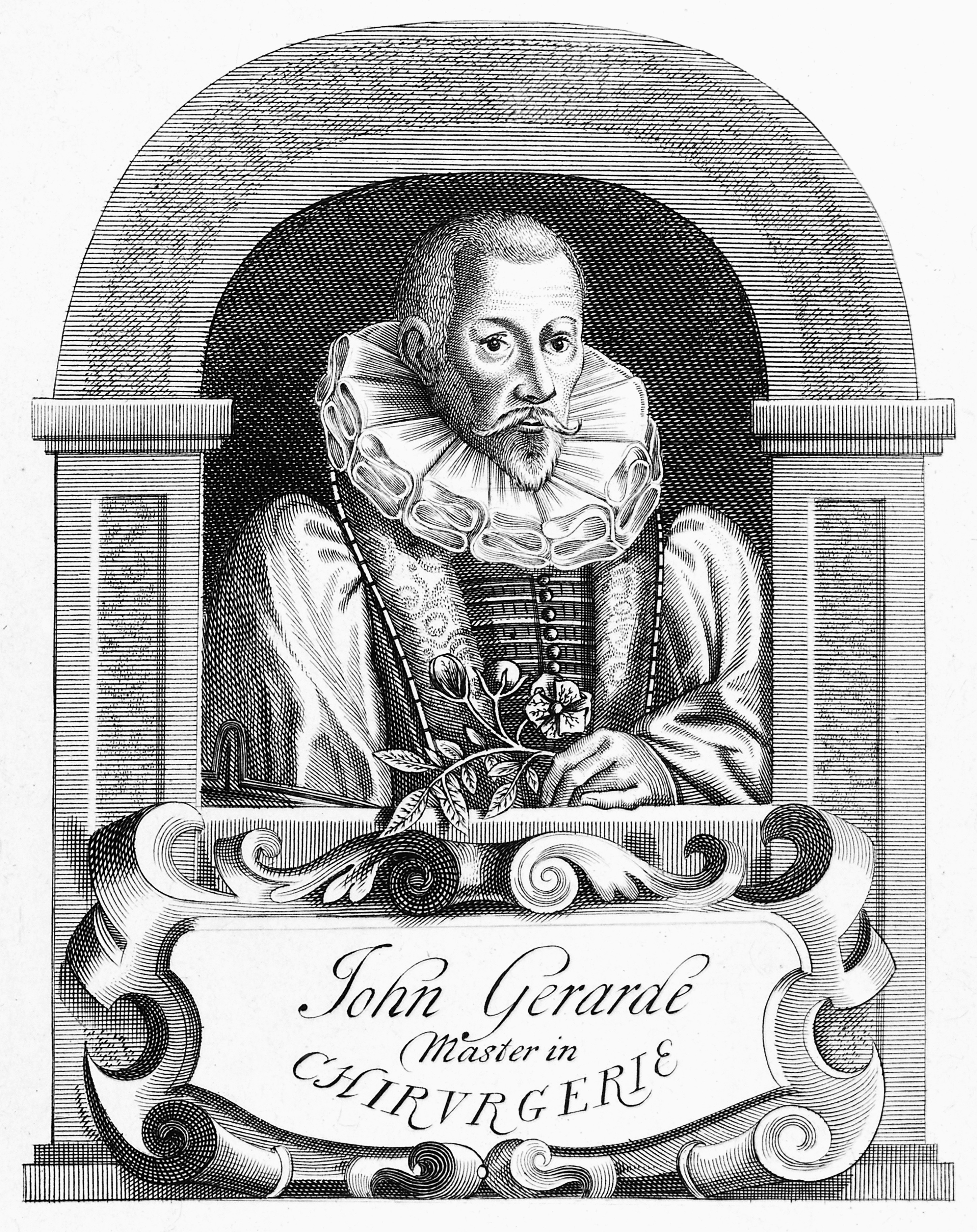
John Gerard

John Gerard (oder John Gerarde, * 1545 in Nantwich; † Februar 1612 in London) war ein englischer Chirurg und Botaniker. Sein offizielles botanisches Autorenkürzel lautet „J.Gerard“.

## Leben
Nach einer Schulausbildung in Willaston ging John Gerard 1562 nach London, um den Beruf des Baders zu erlernen. Sieben Jahre später konnte er seine eigene Praxis eröffnen. Im Jahr 1607 wurde er Meister in der Londoner Gilde, der Company of Barbers and Surgeons. 1598 hatte er über die Aufnahme von Lehrlingen in die Zunft zu entscheiden. 
Während seines Studiums begann Gerard sich für Pflanzen zu interessieren und legte in der Nähe seines Hauses in Holborn seinen Garten an. Dort sammelte und kultivierte er seltene Pflanzen. Er hatte Kontakte zu Walter Raleigh und Francis Drake, von denen er unter anderem die Kartoffel erwarb, die er zur besseren Unterscheidung von der Süßkartoffel Virginia-Kartoffel nannte.
Um sein Wissen über Pflanzen zu erweitern, arbeitete er eine Zeit lang als Schiffsarzt und kam so nach Dänemark, Lettland, Polen, Moskau und Schweden. Ab 1577 war er Gärtner für William Cecil, einem Berater von Königin Elizabeth. 1588 schlug er vor, an der Universität Cambridge einen Botanischen Garten anzulegen.
Tabor nimmt an, dass William Shakespeare eventuell mit Gerard bekannt war und vielleicht sogar seinen Garten aus eigener Anschauung kannte. Er lebte zwischen 1598 und 1604 an der Ecke von Mugwell Street (der heutigen Monkswell Street) and Silver Street im damaligen Ward Cripplegate, also ganz in der Nähe von Gerard. Das Gildenhaus der Bader befand sich ebenfalls in der Nähe von Shakespeares Unterkunft.

## Werke
1596 gab er ein Verzeichnis der Pflanzen seines Gartens heraus, das erste seiner Art in England. In der erweiterten und überarbeiteten Ausgabe, die 1599 erschien, kürzte er die langen Pflanzenbeschreibungen so weit wie möglich ab. 17 % bestanden aus nur einem einzigen Wort, also dem Namen der Pflanze. 57 % kamen, lange vor Linné, mit zwei Worten aus.
Sein Hauptwerk, The Herball or Generall Historie of Plantes, erschien 1597. Es ist William Cecil gewidmet. Obwohl er es im Vorwort als „erste Früchte seiner eigenen Arbeit“ bezeichnet, beruht der Text zu großen Teilen auf dem 1583 veröffentlichten Werk Stirpium historiae pemptades von Rembert Dodoens, Gerard veränderte aber die Reihenfolge der Pflanzen nach dem Vorbild der Stirpium Adversaria Nova von Matthias de L’Obel (1570). Die Holzschnitte entnahm er weitgehend dem 1590 erschienenen Werk Icones stirpium von Jacobus Tabernaemontanus. Einige wenige Abbildungen stammen von ihm selbst, zum Beispiel die erste Abbildung einer Kartoffelpflanze. Im Vorwort betont er die ästhetische Wirkung der Gärten ("… what greater delight is there than to beholde the earth apparelled with plants, as with a robe of imbroidered worke, set on with orient perles and garnished with great diuersitie of great and costly iewels?"), aber auch die Nutz- und Heilpflanzen, die hier angebaut werden.
Unter den Gärtnern, die aus der schriftlichen Überlieferung bekannt sind, führt er Salomon an ("… he was able to set out the nature of all plantes, from hightest cedar to the lowest mosse"), sowie Mithridates der Große von Pontus, den aus der mittelalterlichen Überlieferung bekannten Euax von Arabien und den römischen Kaiser Diokletian. 
Das Werk besteht aus drei Büchern:
- Buch 1 behandelt Gräser, Knollen und Zwiebelgewächse
- Buch 2 Gewürzepflanzen, Heilkräuter und wohlriechende Kräuter
- Buch 3 Bäume, Sträucher und Büsche sowie fruchttragende Büsche, Rosen, Heidekraut, Harze, Moose, Pilze und Korallen.

Jede Pflanze wird mit ihrem englischen und lateinischen Namen aufgeführt sowie den auswärtigen Bezeichnungen (barbarous names). Ferner verspricht Gerard dem Leser eine Beschreibung ihrer Abarten, Eigenschaften und Nutzen sowie dem Vorkommen.

## Nachleben

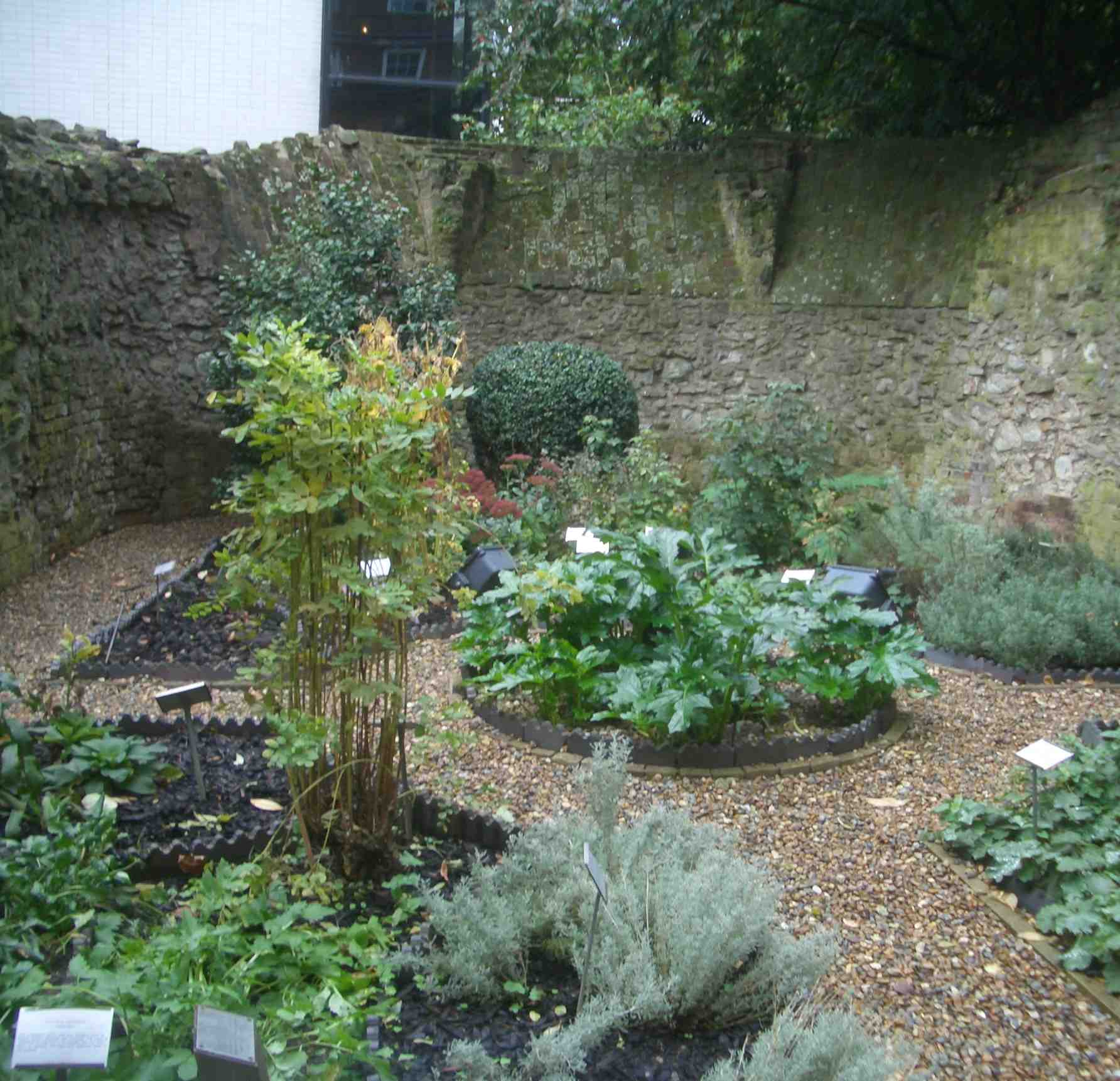
John Gerard-Garten an der Barber's Hall an der Londoner Stadtmauer

Die Londoner Innung der Barbiere und Feldscher legte 1987 neben ihrer Zunft-Halle in Wood Street (EC2) in einer Bastion der Londoner Stadtmauer einen Garten an, der viele Pflanzen aus John Gerards Pflanzenbuch enthält. Angeblich liegt er an der Stelle von John Gerards Kräutergarten.

## Ehrungen
Charles Plumier benannte ihm zu Ehren eine Pflanzengattung als Gerardia in der Familie der Braunwurzgewächse (Scrophulariaceae). Carl von Linné übernahm später diesen Namen.

## Schriften (Auswahl)
- Catalogus arborum, fruticum ac plantarum tam indigenarum, quam exoticarum in horto Johannis Gerardi. London 1596.
  - 2. Auflage 1599 (Digitalisat)
- The Herball or Generall Historie of Plantes. John Norton, London 1597 (Digitalisat, Digitalisat).
  - erweiterte Auflage durch Thomas Johnson (1600–1644):
    - London 1633 (Digitalisat, Digitalisat).
    - London 1636 (Digitalisat).
      - gekürzte Auflage: 
        - Marcus Woodward: Gerard’s Herball, the essence thereof distilled. Gerald Howe, London 1927.
        - Nachdruck, Spring Books, London 1964.

## Nachweise